# Первая футуристическая выставка картин «Трамвай В»
Первая футуристическая выставка картин «Трамвай В» (трамвай вэ) — авангардная художественная выставка, проходившая в 1915 году в зале Общества поощрения художеств в Петрограде.

## История выставки

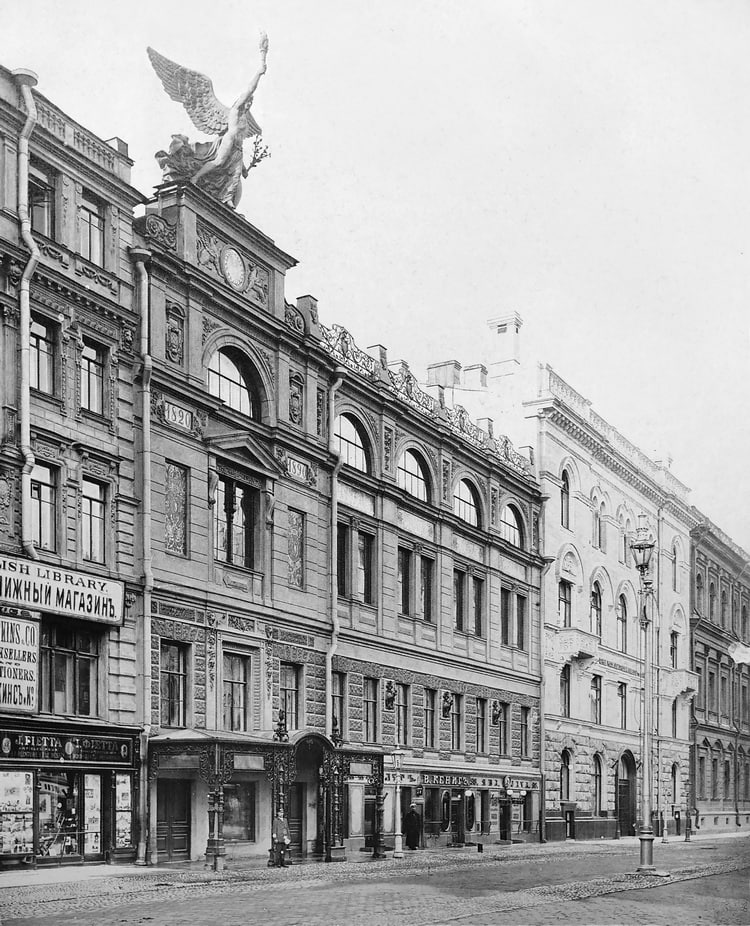
Здание Императорского общества поощрения художеств на Большой Морской улице в Петрограде

Выставка открылась 18 февраля 1915 года и была организована вернувшимися из-за границы Иваном Пуни и его женой Ксенией Богуславской.
На выставке была предпринята попытка объединения левых живописцев. В ней приняли участие 10 художников:
- Ксения Богуславская
- Иван Клюн
- Казимир Малевич
- Алексей Моргунов
- Любовь Попова
- Иван Пуни
- Ольга Розанова
- Владимир Татлин
- Надежда Удальцова
- Александра Экстер

К выставке был издан каталог, согласно которому на ней экспонировалось 92 произведения. Выставка стала предтечей супрематизма, представленного Малевичем в том же году на Последней футуристической выставке «0,10», в которой участвовали многие художники с выставки «Трамвай В». Малевич представил шестнадцать работ: среди них кубофутуристические заумные картины, в которых уже есть всё необходимое для супрематизма: белое пространство-плоскость с непонятной глубиной и геометрические фигуры правильных очертаний и локальной окраски. Против же номеров 21-25, заканчивающих список работ Малевича в каталоге, было проставлено: «Содержание картин автору неизвестно». Однако в соревновании за оригинальность Малевич на этой выставке проиграл Татлину.
«Первой футуристической» выставка была названа из-за того, что участники решили публично выступить под общим именем футуристов, продемонстрировав это новое направление в живописи во всём своём многообразии. Название выставки пока не поддаётся расшифровке исследователей. Богатая семантика образа трамвая на начало XX века допускает широкий диапазон смыслов и их использования в искусстве и литературе.
В оценке события газеты были почти единодушны; заголовки отражают степень непонимания, граничившего с грубостью: «Бесстыжие», «Навозные жуки», «У прокажённых» и прочее. Даже либеральным критиком А. А. Ростиславовым выставка воспринималась как «сенсация отрицательного характера».
Выставка стала очередной ареной русской авангардной живописи, представив футуристические и кубофутуристические картины — примеры заумного, сверхлогического искусства. Художники вместе с поэтами-единомышленниками продолжали атаковать общественные представления о «правильном искусстве», представленные полотна взрывали законы обыденного здравого смысла своей иронией и абсурдом.